# Rune Lund
Pour les articles homonymes, voir Lund.
Rune Lund, né le 30 octobre 1976 à Copenhague, est un homme politique danois, membre de la Liste de l'unité. Il est membre du Folketing de 2005 à 2007, puis de 2015 à 2022.

## Biographie
Rune Lund est diplômé en sciences politiques à l'université de Copenhague.
Engagé au sein de la Liste de l'unité depuis 1996, il est élu député au Folketing pour la première fois lors des élections législatives de 2005. Au cours de son mandat, il est le porte-parole du groupe parlementaire de la Liste de l'unité sur les questions d'affaires étrangères, d'Europe, de défense et de transports ainsi que, à partir de 2006, le président du groupe. 
Il est candidat à sa réélection lors des élections législatives anticipées de novembre 2007 mais ne parvient pas à remporter de second mandat. Il devient alors le premier suppléant de son parti dans sa circonscription.
Le 25 septembre 2007, dans une lettre ouverte, il prend parti avec Line Barfod contre les positions de Lone Johnsen et Peter Schultz Jørgensen au sujet de l'islamisme
Après la perte de son siège au Parlement, il est entrepreneur indépendant, avant de devenir consultant économique pour la ville de Gladsaxe en 2009. Il vit à New York de 2011 à 2013, année où il retrouve son rôle de consultant économique à Gladsaxe.
Il revient au Folketing à l'occasion des élections législatives de juin 2015. Il est réélu pour un nouveau mandat lors des élections législatives de 2019. Tout au long de son dernier mandat, il est le porte-parole de son groupe parlementaire sur les questions fisales et de finances.
En mai 2022, il annonce qu'il quittera le Folketing durant l'été pour s'installer au Kenya, où son épouse a obtenu un emploi. Son mandat prend fin le 11 août.